# Mohamed Ouahcène Oussedik
Mohamed Ouahcène Oussedik, né en Algérie, est un moudjahid durant la Révolution Algérienne, puis 12e wali d'Alger après l'indépendance.

## Itinéraire
| Wilaya                                     | Début           | Fin             |
| ------------------------------------------ | --------------- | --------------- |
| Secrétaire général de la Wilaya de Mascara |                 | 28 février 1981 |
| Secrétaire général de la Wilaya de Djelfa  | 1er mars 1981   |                 |
| Wali de Béchar                             |                 | 26 juillet 1989 |
| Wali de Relizane                           | 26 juillet 1989 | 29 octobre 1989 |
| Wali de la Skikda                          | 29 octobre 1989 | 29 juillet 1990 |
| Wali de la wilaya d'Alger                  | 29 juillet 1990 | 21 août 1991    |